# Arras
Arras [uitspraak: aʁɑːs] (Nederlands, in historische context nog gebruikelijk: Atrecht) is een stad in het noorden van Frankrijk, de hoofdplaats van het departement Pas-de-Calais. Arras is ook de historische hoofdstad van de oude provincie Artesië.
Op 1 januari 2022 telde Arras 42.621 inwoners, Arrageois genoemd. Daarmee is Arras de op een na grootste gemeente van de Pas-de-Calais, na Calais. De stedelijke gemeenschap Arras, die 46 gemeenten groepeert, telt zo'n 104.000 inwoners.

## Geschiedenis
De stad wordt al in Caesars De Bello Gallico vermeld als Nemetocenna, de hoofdplaats van de Gallische stam der Atrebaten, die uiteindelijk ook hun naam aan Atrecht/Arras hebben gegeven. In de Romeinse tijd ontstond een welvarende stad met de naam Nemetacum. Latere benamingen van de stad werden Nemetacum Atrebatum en Atrebatae. Ze lag aan de heerweg die Lugdunum (Lyon) verbond met Gesoriacum (Boulogne-sur-Mer).
In de zesde eeuw werd de stad verwoest wat aanleiding gaf voor de verhuis van de bisschopszetel van het bisdom van Atrecht naar Kamerijk. In 1094 werd het bisdom Atrecht heropgericht als suffragaan bisdom van Kamerijk.
In de hoge middeleeuwen hoorde de stad enige tijd bij het Graafschap Vlaanderen en tegen de 16e eeuw was Atrecht haar gebruikelijke Nederlandstalige naam. Lodovico Guicciardini beweerde in 1566 zelfs dat Atrecht een periode de 'hoofdstad van het hele graafschap' was geweest: "...de oude palen van Vlaenderen aen de groote Zee / ende aen de watervloeden de Somme ende de Schelde gestrect / ende seven voornaemste steden begrepen hebben: te weten / Atrecht Hooftstadt des gantschen Graeffschaps / Ghent / Brugghe / Ipre / Sint Omer / Rijssel ende Doway. Maer namaels door houwelijck tusschen den Conincklijcken stam van Vrancrijck / ende de Graven van Vlaenderen / zijn veel steden tot instellinge des Graeffschaps van Artoys / gescheyden ende afghedeylt van Vlaenderen..."
De onderaardse gangen van de stad geven een beeld van de ondergrondse geschiedenis van Arras. Vanaf de 10e eeuw werden "les bôves", de zogenaamde krijtgroeven, uitgegraven. Door de eeuwen heen hadden ze verschillende functies: kelder, silo, enz.
In 1136 en 1189 vonden in Arras grote stadsbranden plaats.
Gedurende vele eeuwen was Arras een stad gelegen in het graafschap Vlaanderen op de grens tussen Frankrijk en de Lage Landen. In 1460 vond hier de Vauderie d'Arras plaats, een eerste heksenjacht in de Nederlanden.
Ook werden in de stad verschillende verdragen gesloten, vaak bekend onder de Nederlandse naam van de stad:
- Vrede van Atrecht (1191) tussen Boudewijn de Moedige en Filips II van Frankrijk
- geheim Verdrag van Atrecht (1414) tussen Hendrik V van Engeland en Jan zonder Vrees
- Vrede van Atrecht (1414) tussen Jan zonder Vrees en Lodewijk van Guyenne
- Vrede van Atrecht (1435) tussen Filips de Goede en Karel VII van Frankrijk
- Vrede van Atrecht (1482) tussen Lodewijk XI van Frankrijk en Maximiliaan I

Gebruikmakend van de dood van Karel de Stoute in 1477, viel de Franse koning Lodewijk XI Vlaanderen binnen en veroverde hij Arras. Toen de inwoners tegen hem in opstand kwamen, liet hij hen collectief deporteren en vervangen. Vanaf mei 1479 werden in drie maanden tijd twaalfduizend mensen gerekruteerd om de stad te herbevolken. De naam werd veranderd in Franchise en er kwam een nieuw wapenschild, een nieuw stadszegel en nieuwe privileges. De operatie werd een fiasco. In antwoord op de verplichte quota hadden steden vaak bedelaars en gevangenen gestuurd. De nieuwe bewoners, afkomstig uit heel Frankrijk, verstonden elkaar niet en liepen massaal weg. In 1484 mochten de vroegere inwoners terugkeren en werd de naam Arras hersteld. Door de Vrede van Senlis keerde de stad in 1493 met de rest van Artesië terug naar de Nederlanden.
In 1579 werd in de stad de Unie van Atrecht gesloten, waarbij een aantal Waalse gewesten, dat zich in 1576 bij de Pacificatie van Gent had aangesloten, zich weer verzoende met de Spaanse stadhouder, Alexander Farnese, de hertog van Parma. In reactie hierop verenigden de noordelijke gewesten zich in hetzelfde jaar in de Unie van Utrecht. Arras behoorde sindsdien tot de Spaanse Nederlanden, totdat het in 1659 krachtens het verdrag van de Pyreneeën voorgoed in Franse handen kwam.
Tussen 1668 en 1672 bouwde Vauban een citadel in de stad. Omwille van haar slecht gekozen locatie werd ze La Belle Inutile (de mooie nutteloze) genoemd. De citadel is onderdeel van de Werelderfgoedlijst Vestingwerken van Vauban.
In de 19de eeuw werd Arras een belangrijk centrum voor het kweken en verwerken van suikerbieten.
Tijdens de Eerste Wereldoorlog was Arras niet ver gelegen van het front, met in 1917 een Slag bij Arras, en werd daarom zwaar beschadigd tijdens de oorlog. Na de oorlog werd het stadje herbouwd. Tijdens de Tweede Wereldoorlog was er wederom een Slag bij Arras; vanaf juni 1940 werd de stad gedurende ruim vier jaar bezet door nazi-Duitsland. 
Sint-Vedastus (Saint-Vaast) en de met hem verbonden Abdij van Sint-Vaast, was bisschop van Arras. 
Arras was de geboorteplaats van Maximilien Robespierre (1758-1794), advocaat en Frans revolutionair, leider tijdens de Terreur.

## Geografie
De oppervlakte van Arras bedroeg op 1 januari 2022 11,63 vierkante kilometer; de bevolkingsdichtheid was toen 3.664,7 inwoners per km². Door de stad stroomt de Scarpe, niet de Aa, wat de naam Atrecht ook zou laten denken. Vanaf Arras tot aan haar monding in de Schelde is de Scarpe gekanaliseerd.
De onderstaande kaart toont de ligging van Arras met de belangrijkste infrastructuur en aangrenzende gemeenten.

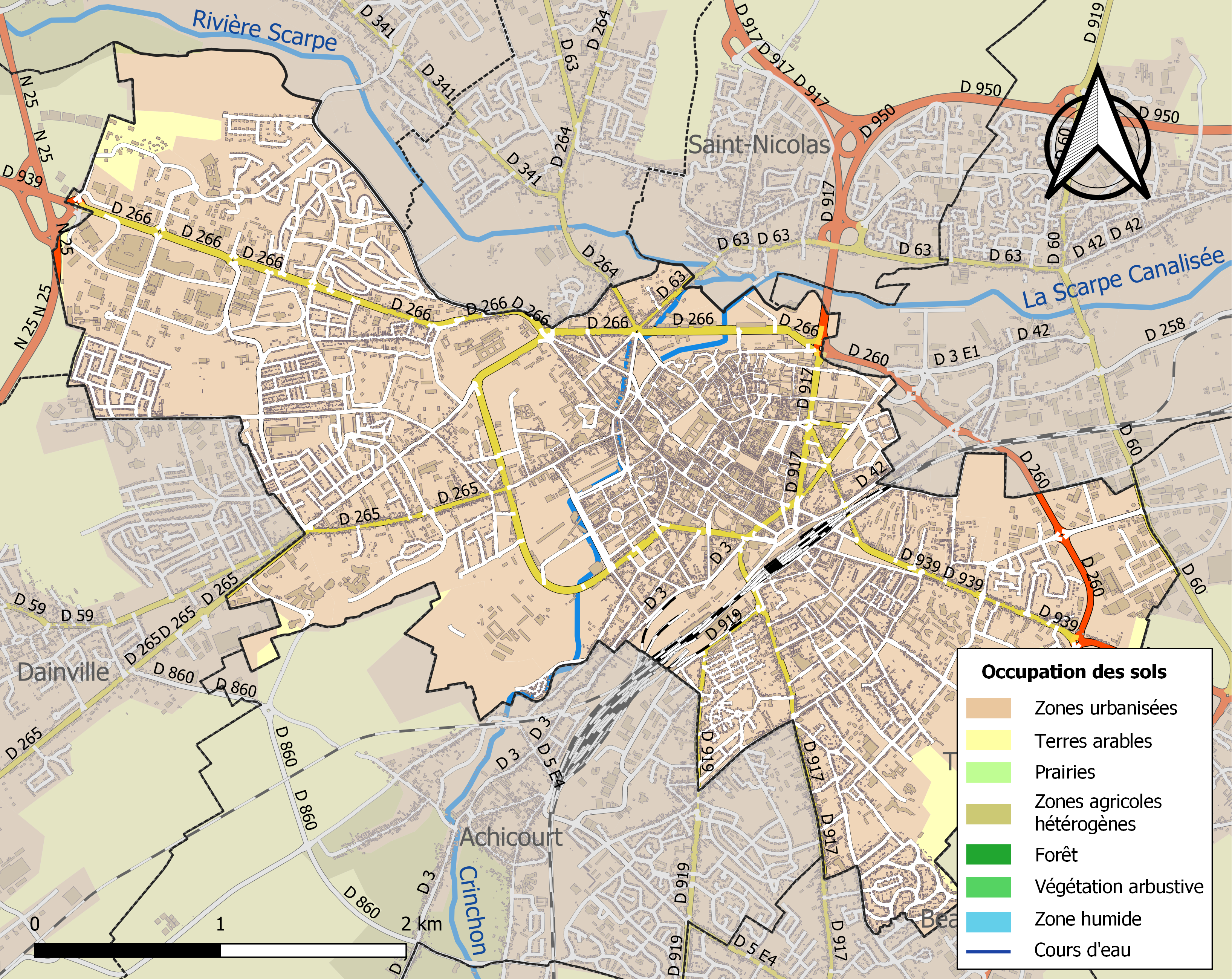

De gemeente telt verschillende grote wijken:
- Hyper Centre, met de oude historische stadskern
- Préfecture, in het centrum, net ten noordwesten van de oude stadskern
- Vauban, in het zuiden van het centrum
- Méaulens Saint-Géry (bestaande uit de wijken Méaulens en Saint-Géry), in het noorden van het centrum
- Faubourg d'Amiens, net ten zuidwesten van het stadscentrum
- Les Hochettes, ten westen van het stadscentrum
- Blancs Monts Baudimont (bestaande uit de wijken Blancs Monts en Baudimont), ten westen van het stadscentrum
- Saint-Pol, in het uiterste noordwesten van de gemeente
- Saint-Michel, net ten noordoosten van het stadscentrum
- Saint-Sauveur, in het oosten van de gemeente
- Ronville, net ten zuidoosten van het stadscentrum
- Quartier Universitaire in het zuidoosten van de gemeente. Hier bevindt zich een campus van de Université d'Artois.
- Jean Jaurès Cheminots in het uiterste zuidoosten

## Bezienswaardigheden
- De gemeente telt meer dan 200 bouwwerken die werden ingeschreven of geklasseerd als monument historique, of zo'n derde van alle monumenten in het departement Pas-de-Calais.
- De Grand'Place (Grote Markt), meer dan 1 hectare groot, is al sinds de 11e eeuw de marktplaats van de stad. Oorspronkelijk was de markt omzoomd met houten huizen die vanaf de 17e eeuw door stenen gebouwen werden vervangen. Het oudste dateert van 1467 en heet Les Trois Luppards.
- De citadel, een bouwwerk van vestingbouwer Vauban ter verdediging van de stad. Het staat op de werelderfgoedlijst van UNESCO.
- Het belfort van Arras staat op de Place des Héros (Heldenplein). Die naam werd na de Tweede Wereldoorlog gegeven om de gefusilleerde inwoners te gedenken. In de volksmond heet het de Kleine Markt. Hier staan vooral gildehuizen.
- De voormalige Sint-Vaastabdij, nu museum en mediatheek.
- De vroegere abdijkerk is nu de Onze-Lieve-Vrouw-en-Sint-Vedastuskathedraal.
- In de bibliotheek van deze historische stad ligt een van de originele, handgeschreven delen van de voorhoofse ridderroman Karel ende Elegast.
- In het zuidwesten van de stad ligt de Britse militaire begraafplaats Faubourg d'Amiens Cemetery, het Arras Memorial en het Arras Flying Services Memorial met gesneuvelden uit de Eerste Wereldoorlog.

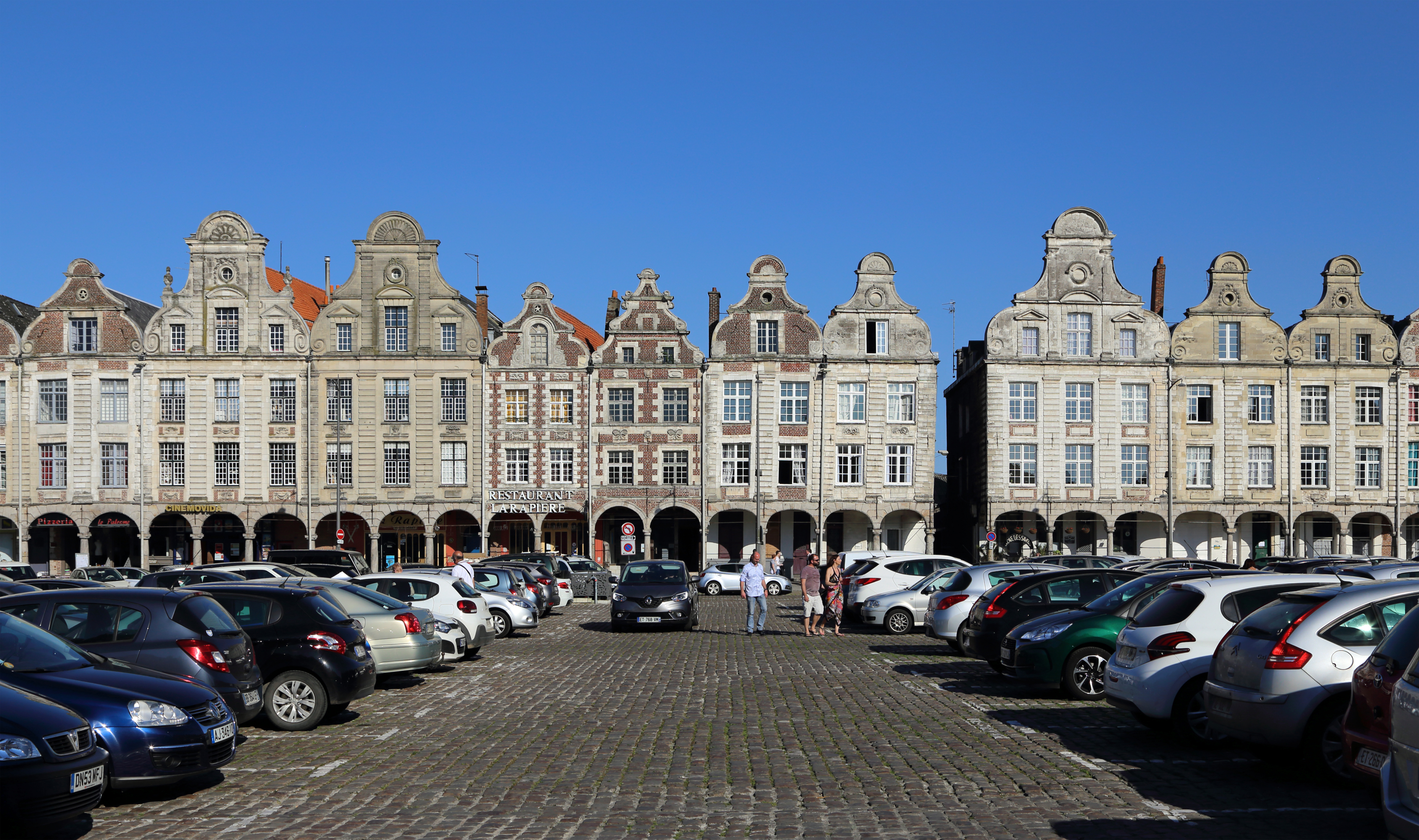
Grote Markt
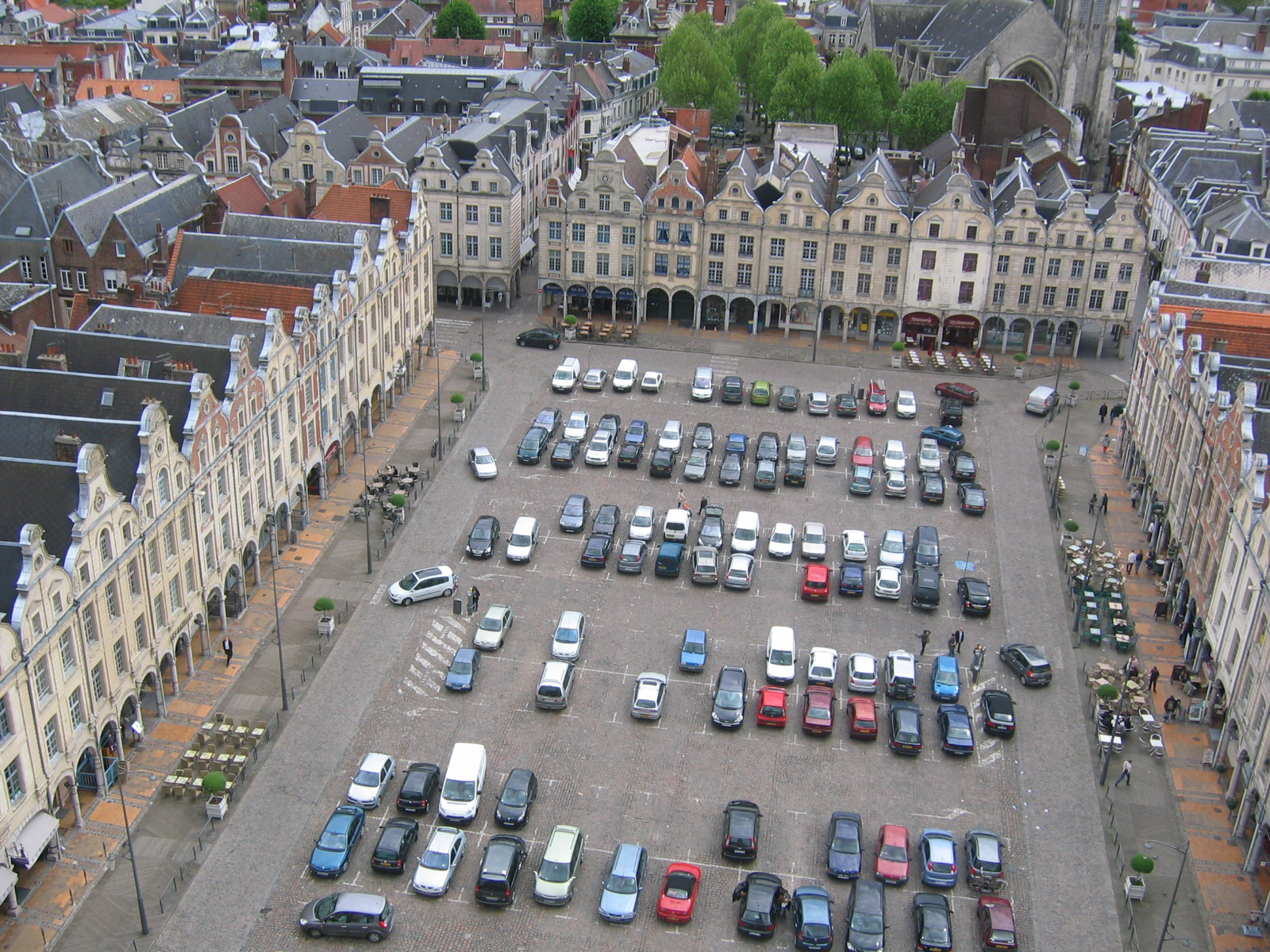
De Place des Héros vanaf het belfort (2009), toen het plein nog niet verkeersvrij was
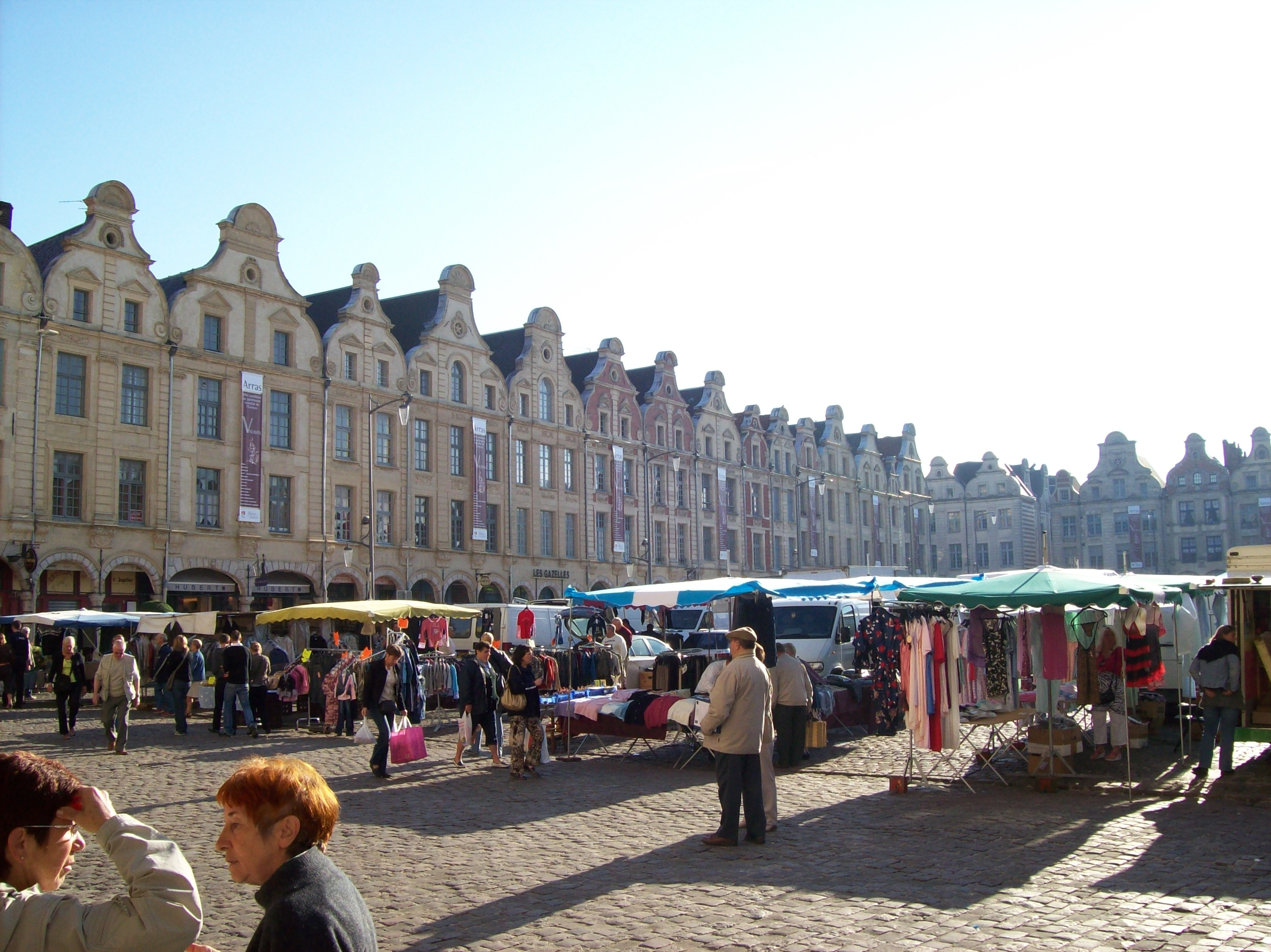
Markt op de Place des Héros
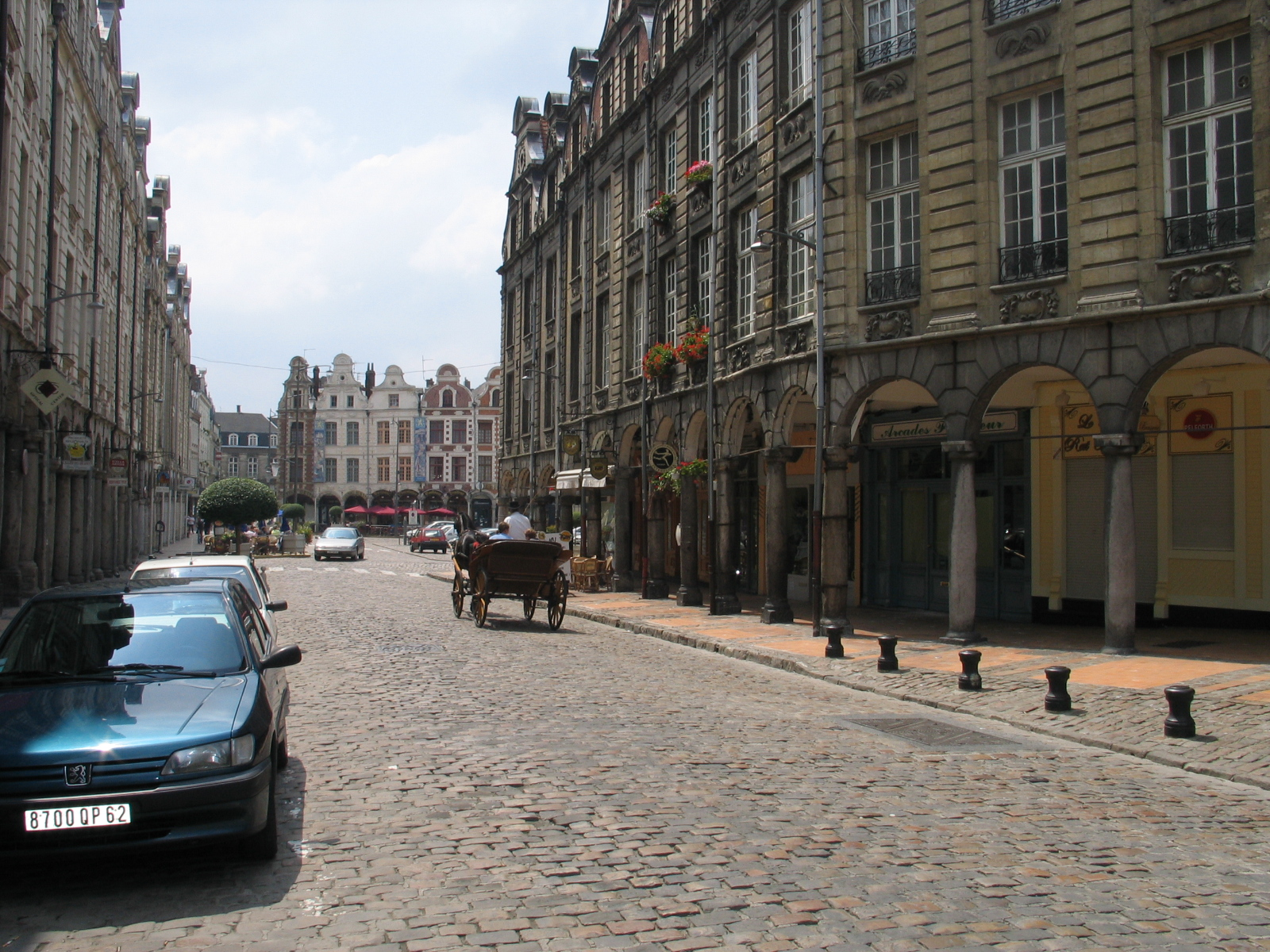
De binnenstad
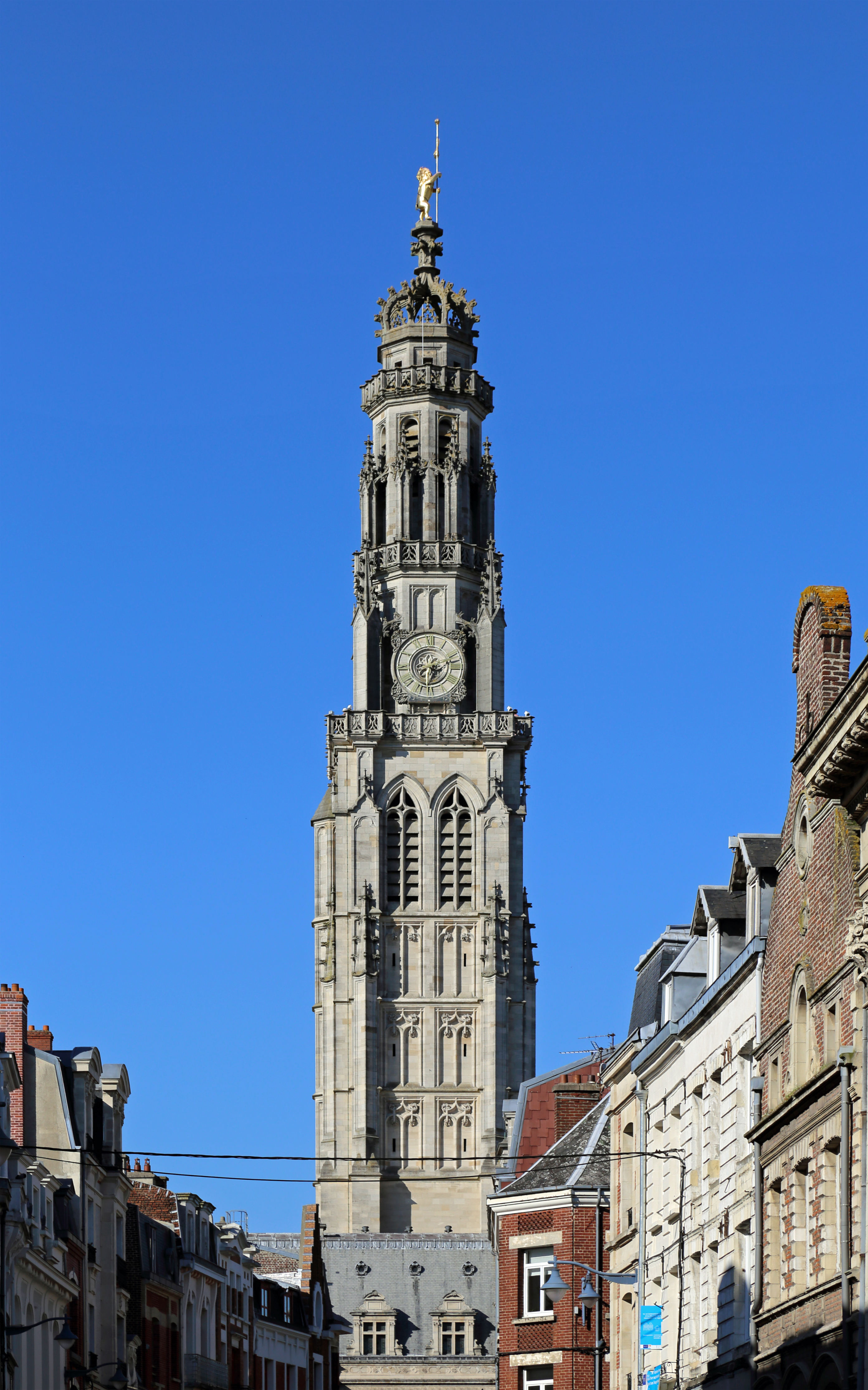
Belfort
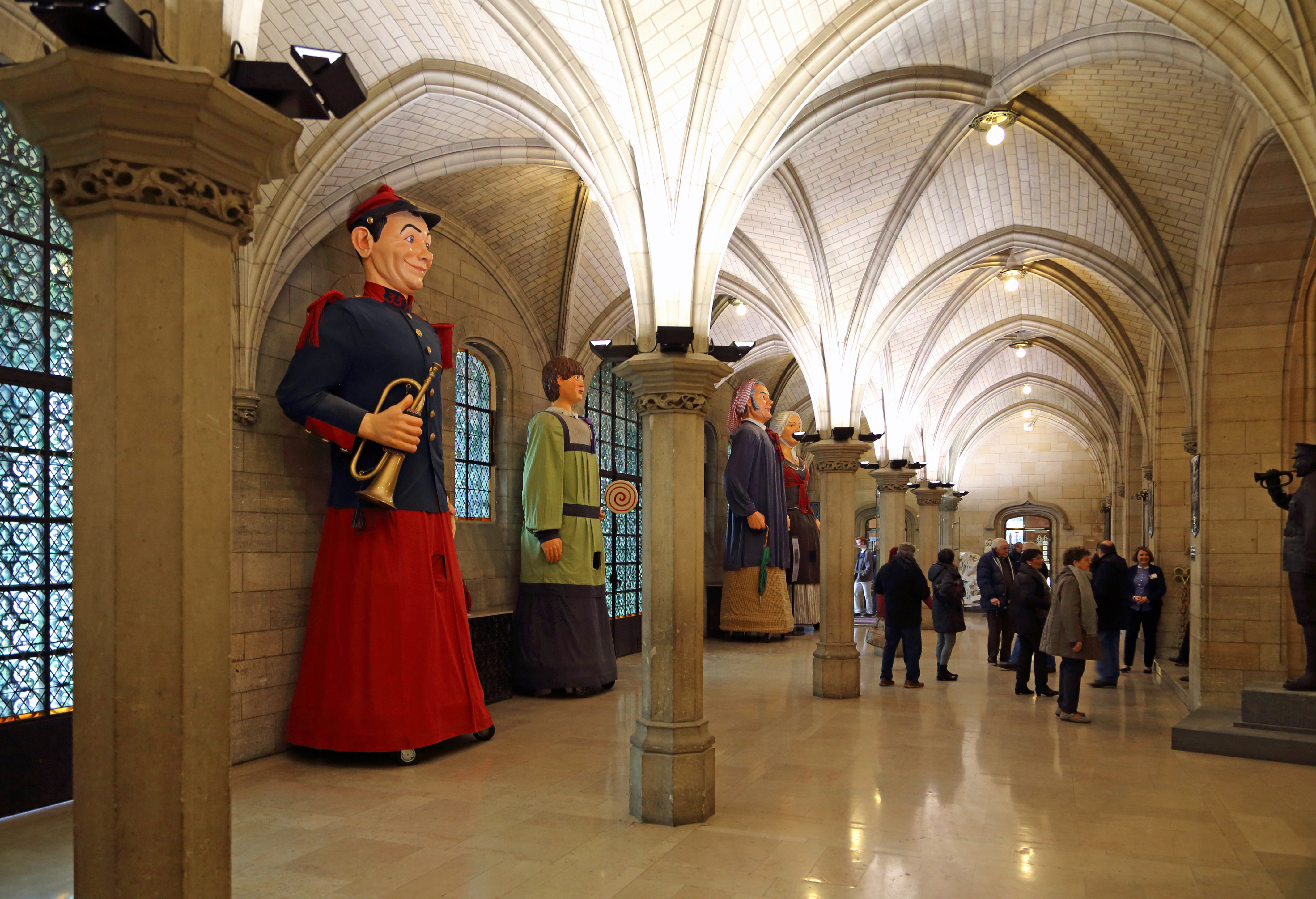
Interieur van het stadhuis, met de stadsreuzen
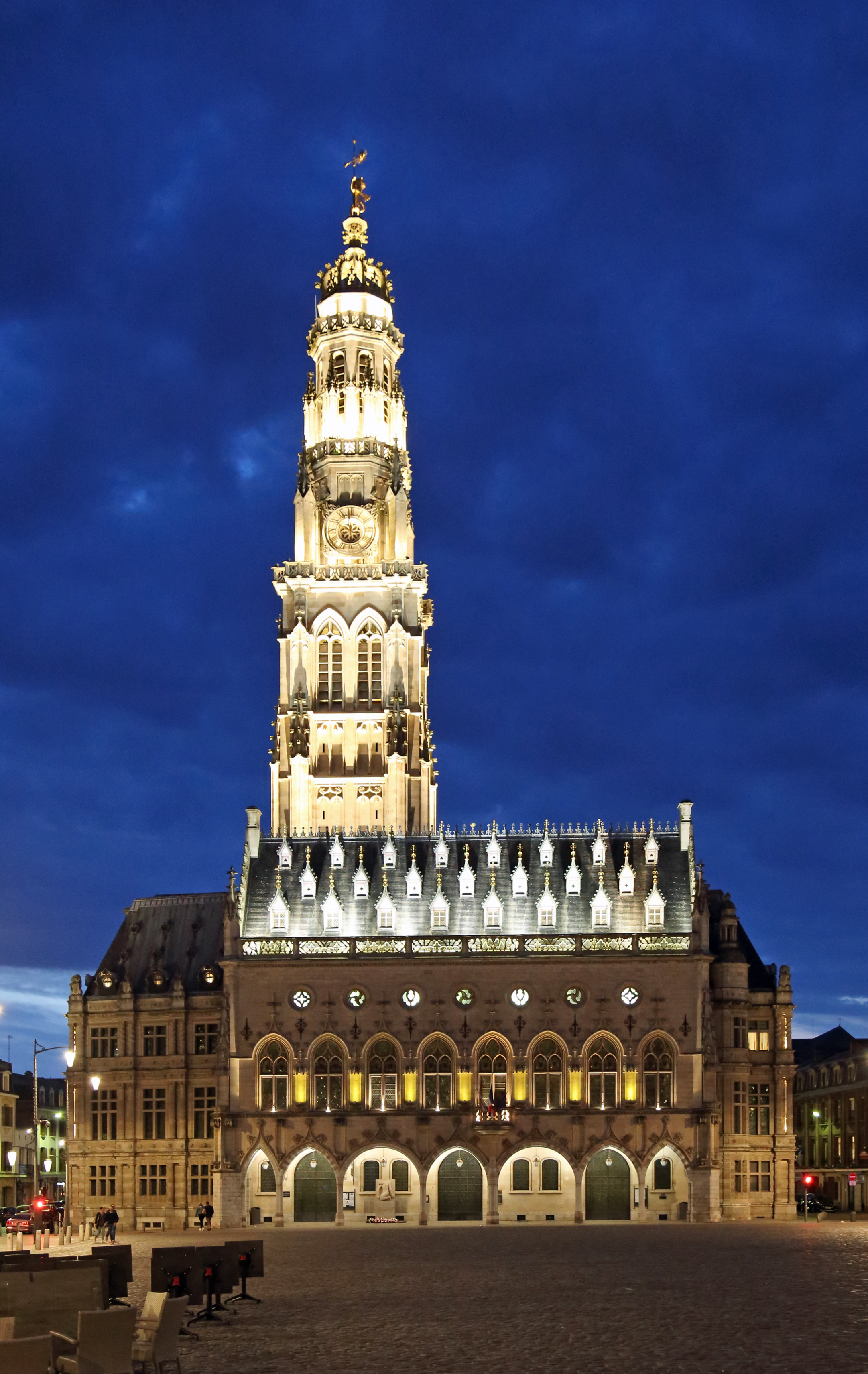
Stadhuis en belfort bij nacht
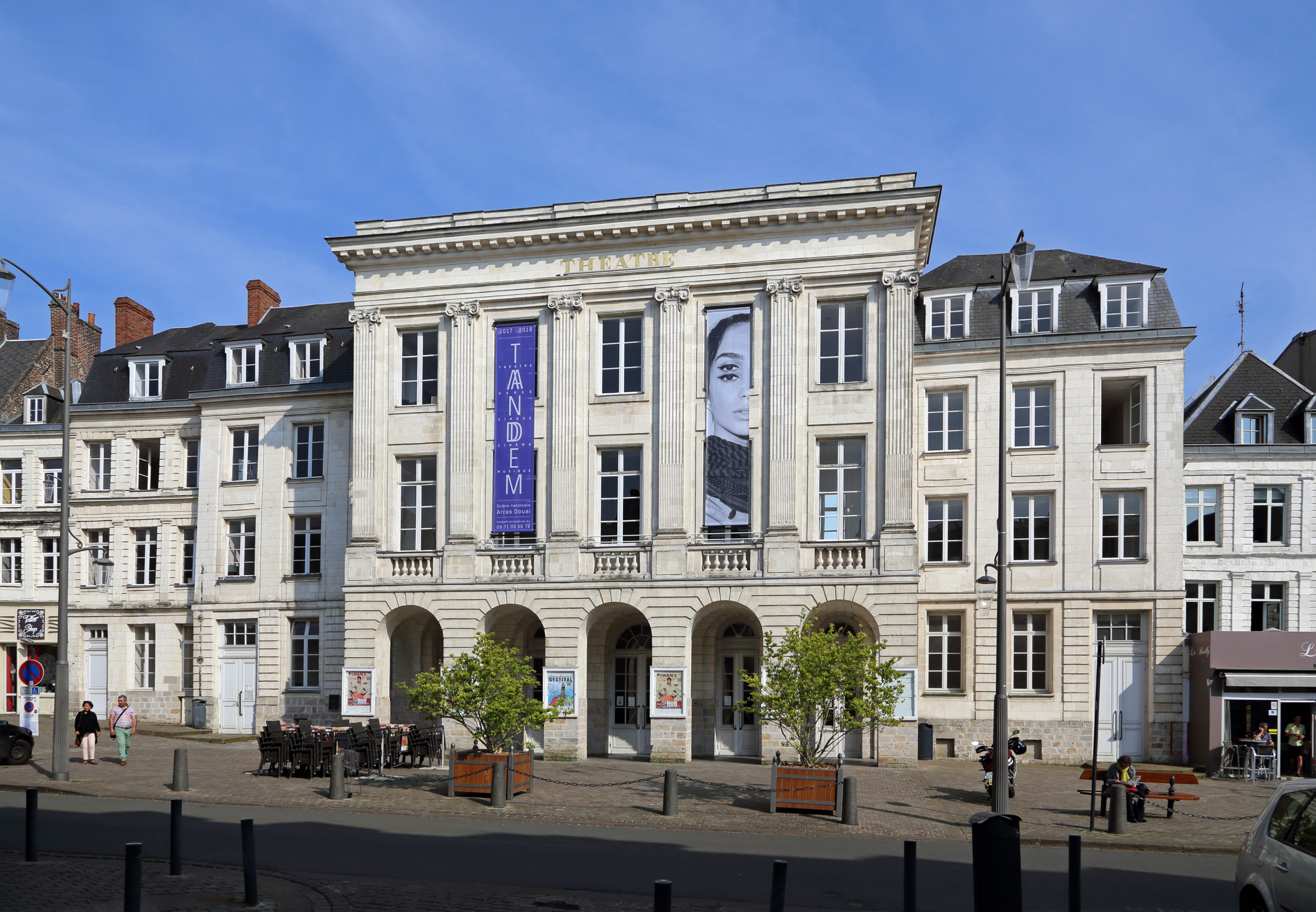
Stadsschouwburg
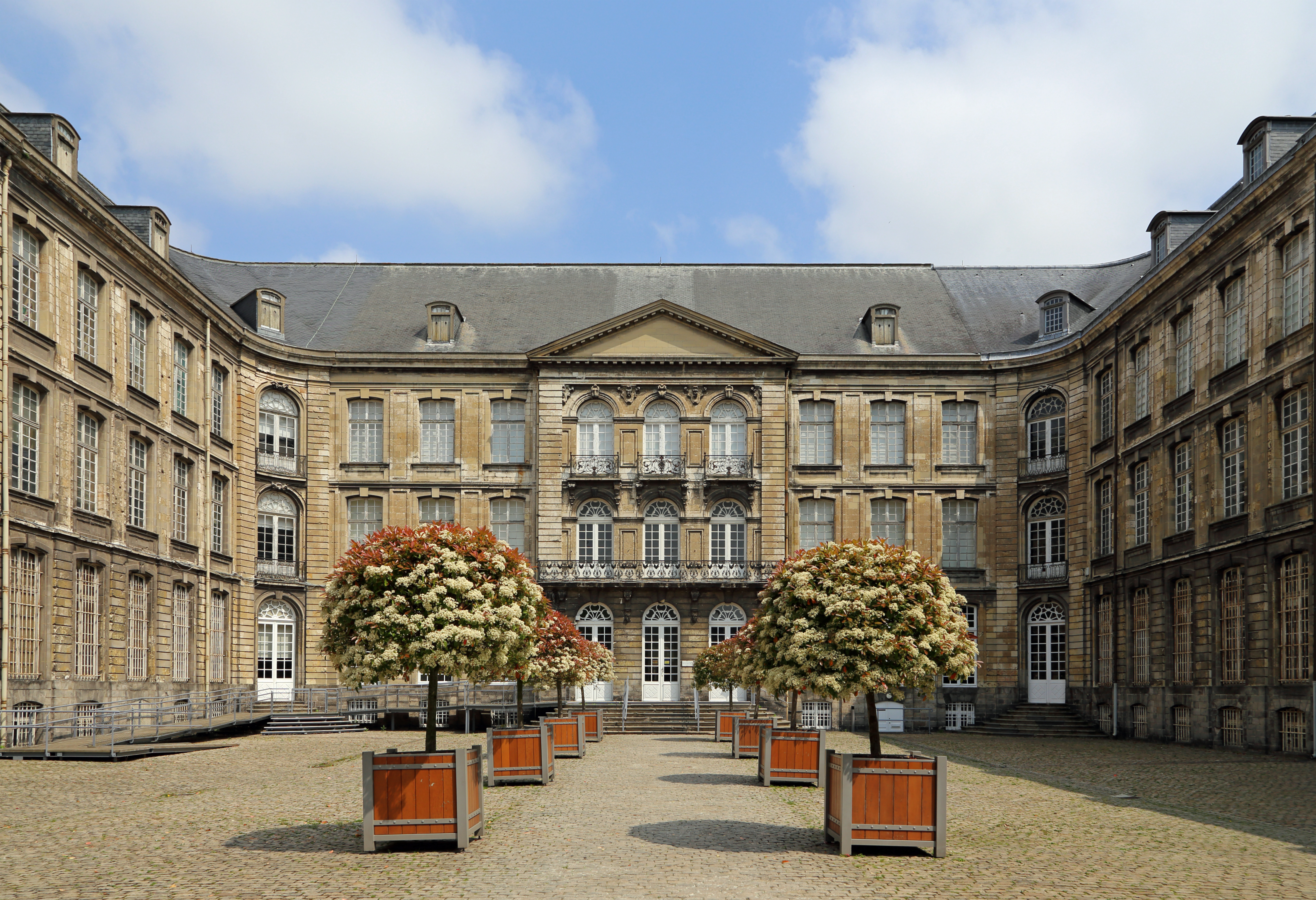
Sint-Vaastabdij
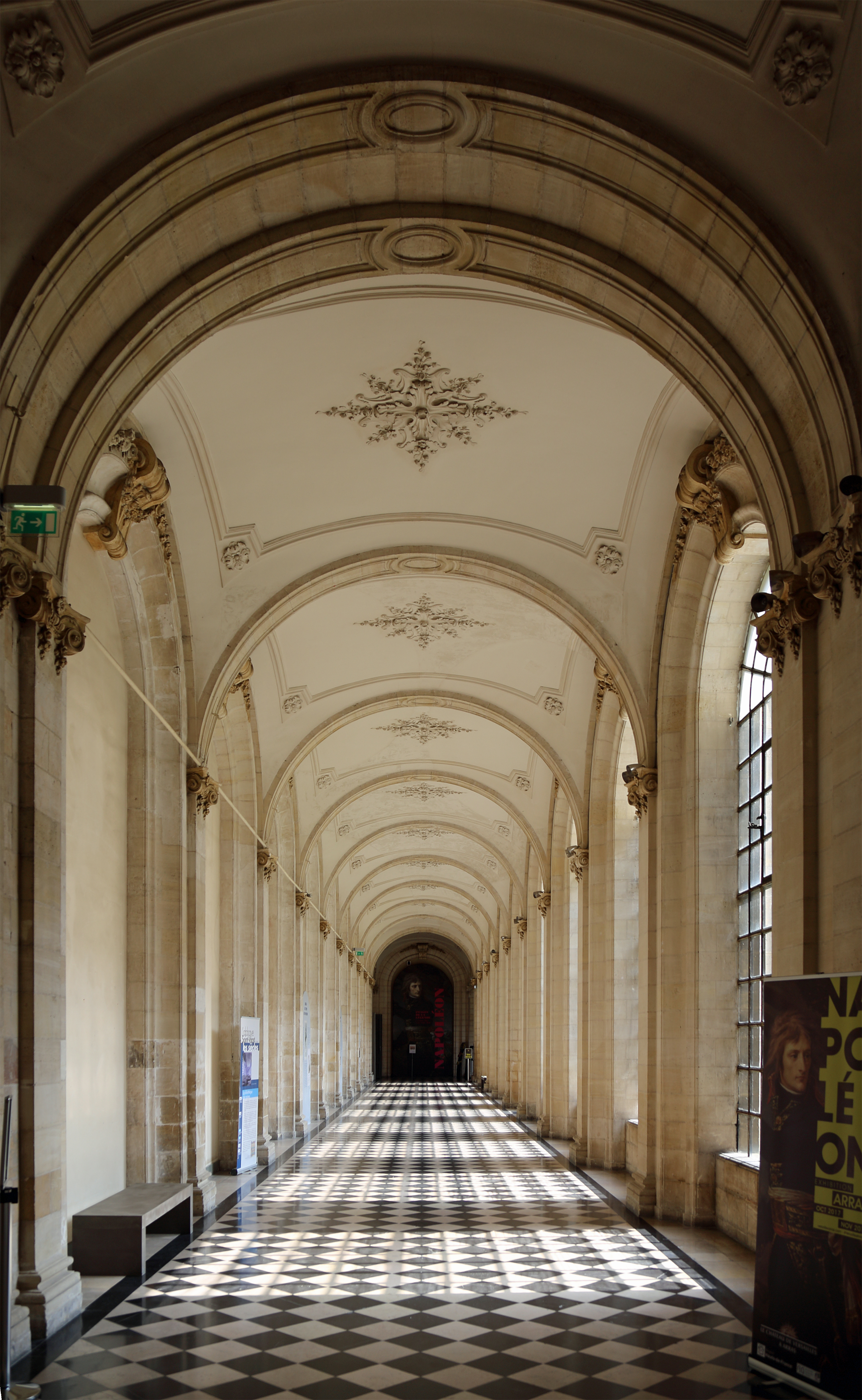
Gang in de abdij
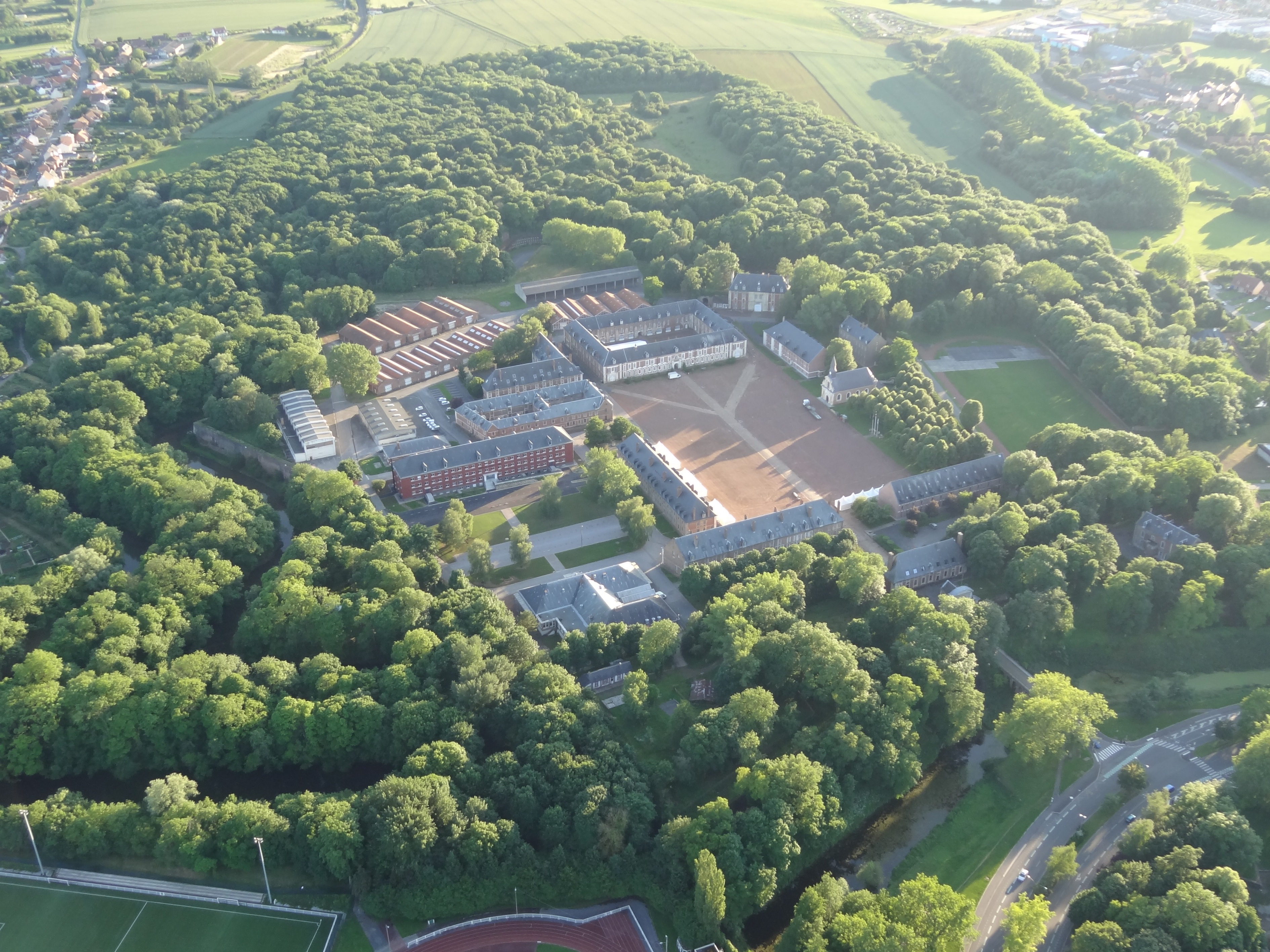
De citadel
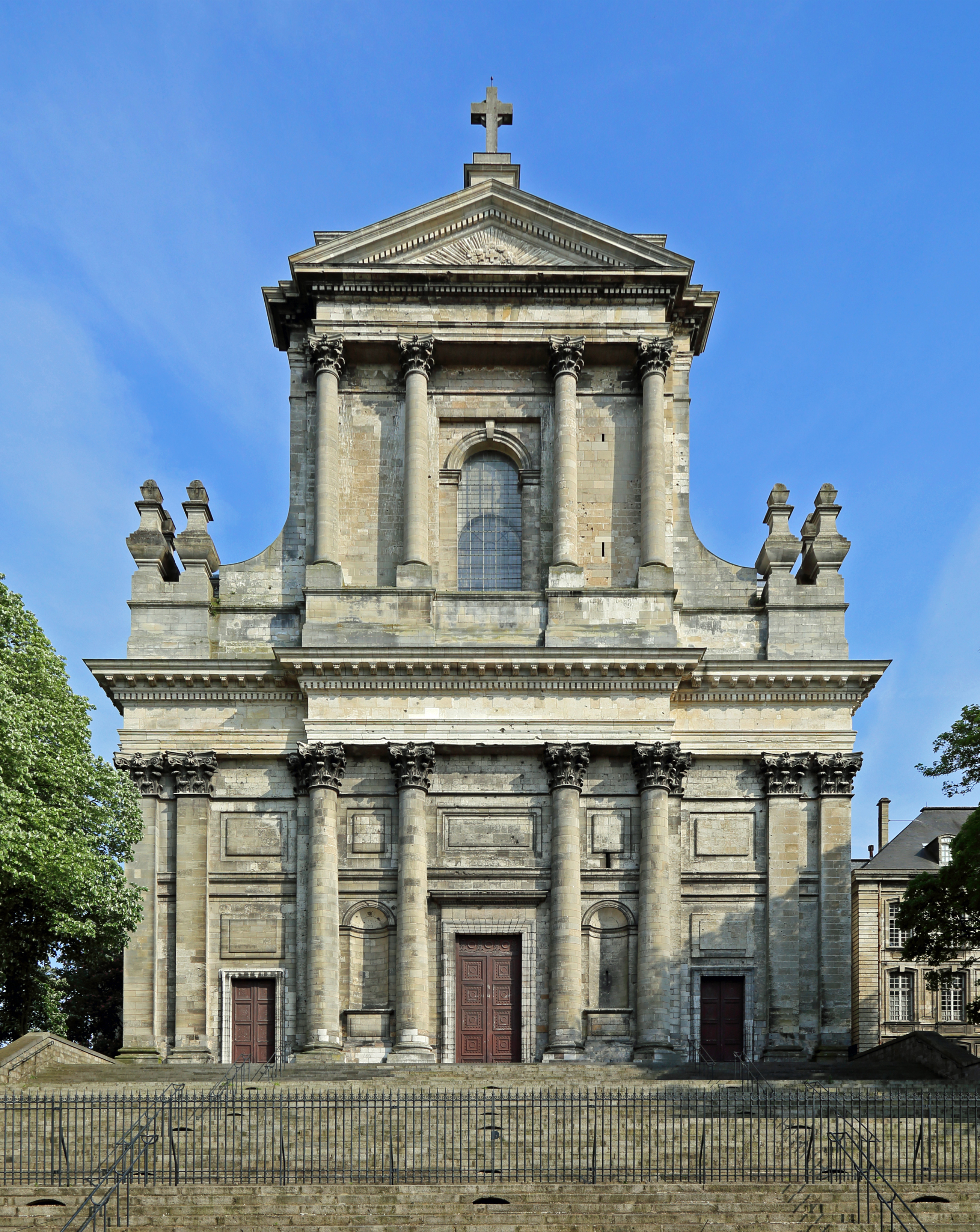
Kathedraal van Atrecht

## Demografie
Onderstaande figuur toont het verloop van het inwonertal (bron: INSEE-tellingen).

## Politiek
Burgemeesters van Arras waren:
- 1945-1975 : Guy Mollet
- 1975-1995 : Léon Fatous
- 1995-2011 : Jean-Marie Vanlerenberghe
- sinds 2011 : Frédéric Leturque

## Verkeer en vervoer
Het spoorstation van Arras wordt bediend door de TER Nord-Pas-de-Calais en de TGV.
De stad ligt nabij het knooppunt van de snelwegen A1 en A26 (of E15 en E17), die weliswaar niet over het grondgebied van de gemeente Arras zelf lopen, maar over de buurgemeenten.

## Sport
Arras is vijf keer etappeplaats geweest in de wielerkoers Ronde van Frankrijk. De enige keer dat Arras aankomstplaats van etappe was, was in 2004. Toen won US Postal Service er de ploegentijdrit.

## Geboren
- Jan IV van Brabant (1403-1427), hertog van Brabant en Limburg
- Carolus Clusius (1526-1609), botanicus en arts.
- Charles Bonaventure de Longueval (1571-1621), graaf van Busquoy, maarschalk in Spaanse dienst
- Barbe de Nettine (1706-1775), bankier in de Oostenrijkse Nederlanden
- Maximilien de Robespierre (1758-1794), revolutionair en staatsman
- Eugène-François Vidocq (1775-1857), avonturier, misdadiger, politie-inspecteur en privédetective
- Auguste Mercier (1833-1921), militair en politicus (Dreyfusaffaire)
- Marguerite Burnat-Provins (1872-1952), Frans-Zwitserse kunstschilderes en schrijfster
- Pierre Jean Jouve (1887-1976), dichter, schrijver en criticus
- André Tassin (1902-1986), voetballer
- René Huyghe (1906-1997), conservator, kunstpsycholoog en estheticus
- Violette Leduc (1907-1972), schrijfster
- Benoît Assou-Ekotto (1984), voetballer
- Adrien Petit (1990), wielrenner
- Yohan Boli (1993), voetballer
- Lucas Tousart (1997), voetballer